# Domont
Domont – miejscowość i gmina we Francji, w regionie Île-de-France, w departamencie Dolina Oise, około 20 km na północ od Paryża. Partnerskie Miasto Wolsztyna w Polsce w woj. wielkopolskim.

## Geografia
Domont położone jest  na północno-wschodniej części Lasu Montmorency w Ile de France.
Miasto graniczy z Montmorency, Andilly, Montlignon, Saint-Prix, Bouffémont, Moisselle, Ézanville i Piscop.
- Powierzchnia: 833 ha (60% terenów zielonych i rolniczych)
- Wysokość: 90 m przy stacji, 180 m w pobliżu fortu.

Według danych na rok 1990 gminę zamieszkiwało 13 226 osób, a gęstość zaludnienia wynosiła 1588 osób/km² .Wśród 1287 gmin regionu Île-de-France Domont plasuje się na 202. miejscu pod względem liczby ludności, natomiast pod względem powierzchni na miejscu 463.

## Historia
Nazwa pochodzi od germańskiego antroponimu Dodo i łacińskiego słowa mons, mount, albo Dool Monte, co znaczy pomnik druidzki.
W średniowieczu, Domont to wieś drwali i rolników.
W akcie pochodzącym z roku 1105 jest poświadczone, że Rudolphe le Bel, Pan Domont, nadaje benedyktyńskie opactwo znajdujące się w Domont zakonowi Priory Saint-Martin-des-Champs w Paryżu. W roku 1149, Kalikst II bullą papieską, potwierdza darowiznę. Do naszych czasów zachowała się klasztorna kaplica, która stała się parafią pod patronatem św. Marii Magdaleny.
W ciągu następnych stuleci, wioska była w posiadaniu rodów Montmorency, a następnie Villiers, Billy i Champluisant.
Zbudowanie kolei i otwarcie stacji kolejowej w 1877 roku przenosi wieś w nowoczesność. Posadzono tu wiele sadów, co dało miastu przydomek „Domont-les-poires (gruszkowe)”, zbudowano też cegielnię w pobliżu dworca. Rozbudowa wsi i bliskość stolicy, dzięki szybkiemu połączeniu kolejowemu przynosi od 1920 roku początki urbanizacji.
W latach 1960 i 1970, budowane są też osiedla mieszkaniowe dla ludzi o niskich dochodach.  Liczba ludności podwoiła się między 1958 i 1977 a następnie przekroczyła 10000.
Urbanizacja kontynuowana jest w latach 1980 i 1990 przez budowę małych nowoczesnych osiedli, wypełniając większość wolnej przestrzeni budowlanej.

## Zabytki i miejsca do zwiedzenia
- Kościół św Marii Magdaleny – kościół w stylu romańskim (pierwotnie klasztorna kaplica), został zbudowany przez Benedyktynów w latach od 1098 do 1105. Postanowieniem z dnia 22 lipca 1913 obiekt ma status szczególnie cennego zabytku (monument historique).
- Zamek Ombreval
- Fort Domont (1874–1878)
- Pałac Priory (obecnie Urząd Miasta)
- Le Chateau de la Chancellerie

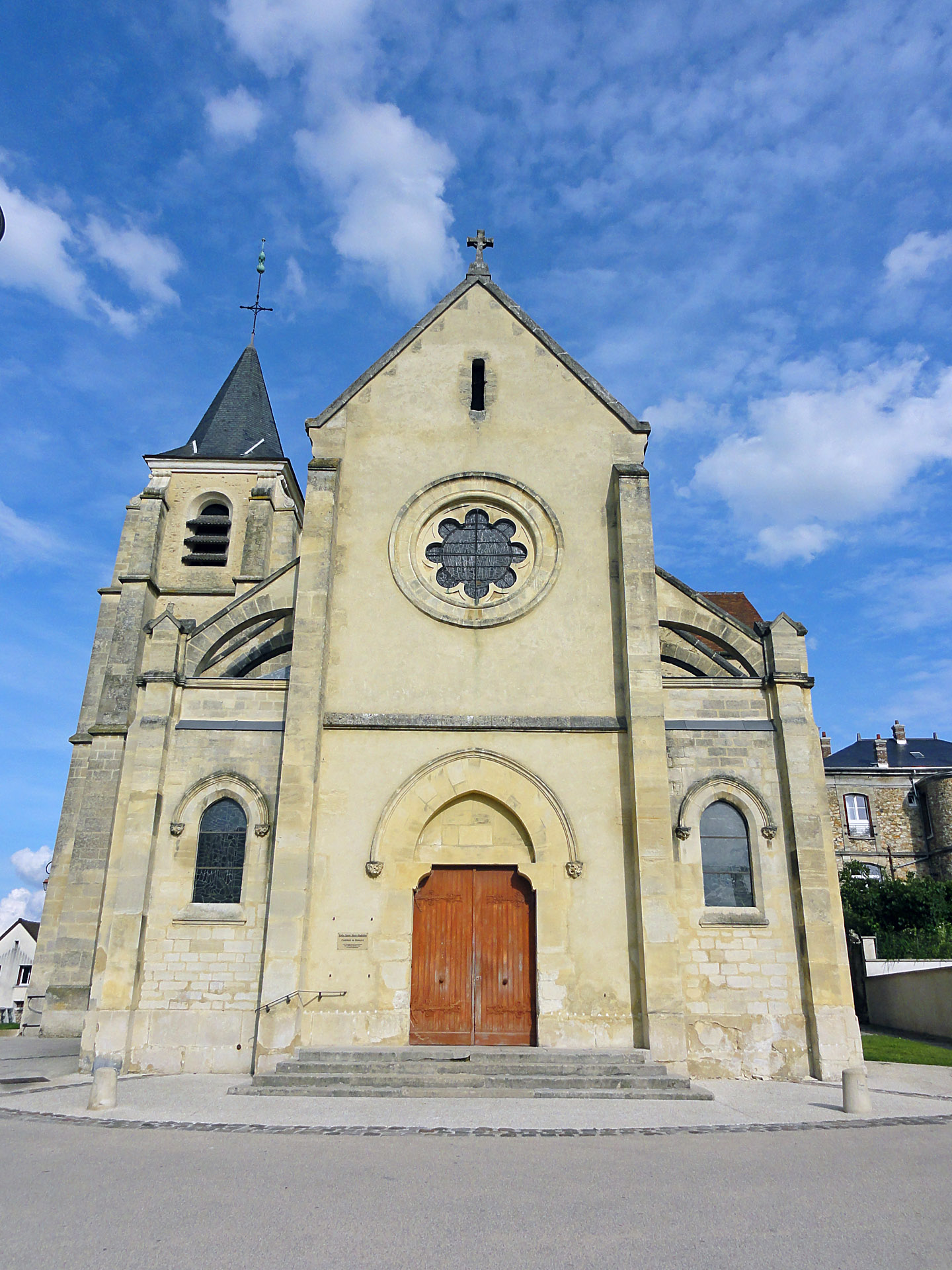
Fasada kościoła.
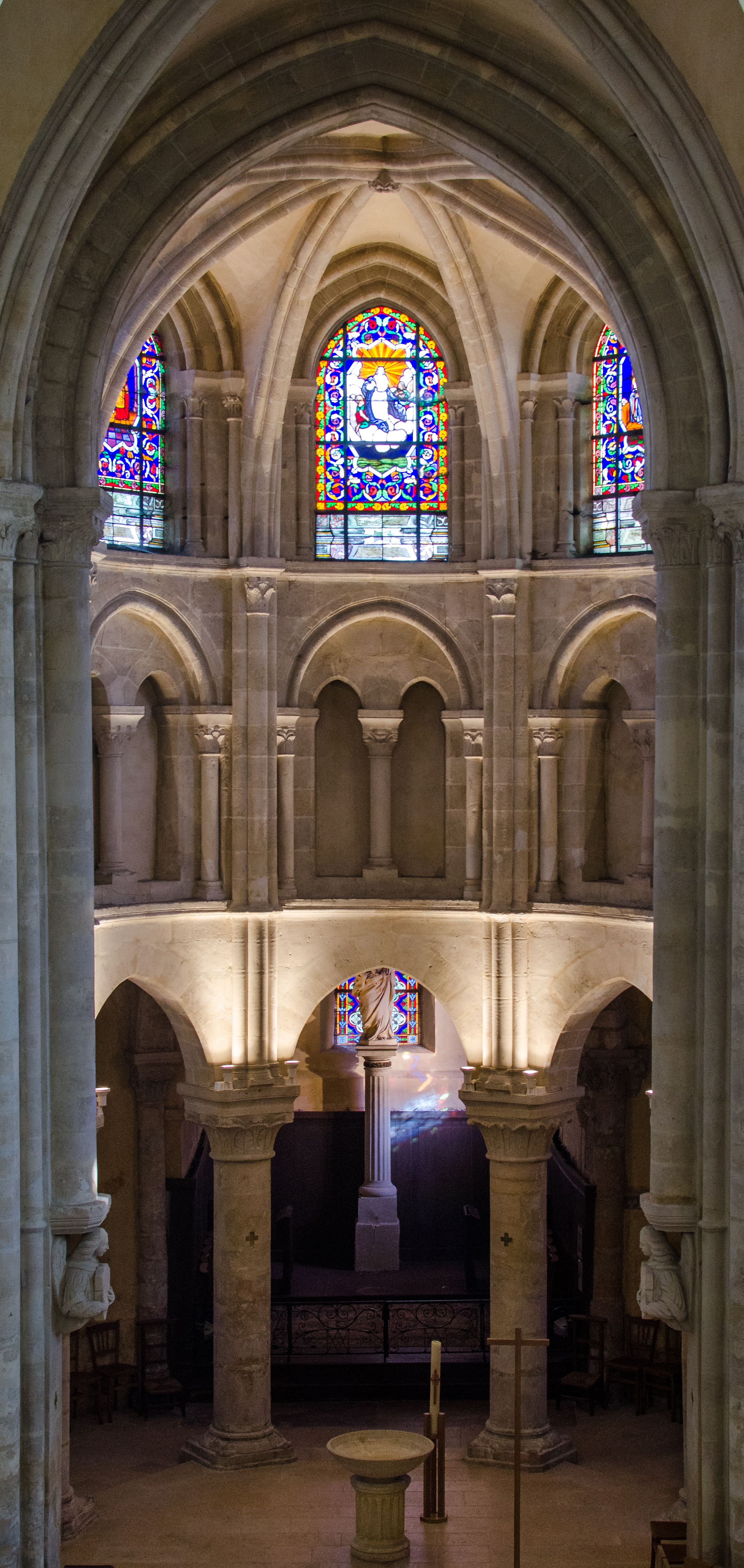
Widok z chóru.

## Miasta partnerskie
- Shepshed
- Germering
- Wolsztyn
- Buja